# Berberis johnstonii
Berberis johnstonii är en berberisväxtart som beskrevs av Standley och Steyerm.. Berberis johnstonii ingår i släktet berberisar, och familjen berberisväxter. Inga underarter finns listade i Catalogue of Life.